# Zabrzeg (gmina)
Zabrzeg (1973–77 Ligota) – dawna gmina wiejska istniejąca w latach 1945–1954 w województwie śląskim (śląsko-dąbrowskim), katowickim i stalinogrodzkim. Siedzibą władz gminy był Zabrzeg.
Jako gmina jednostkowa, Zabrzeg od 28 lipca 1920 przynależał do woj. śląskiego (powiat bielski).
Gmina zbiorowa Zabrzeg powstała 1 grudnia 1945 w tymże powiecie i województwie, która objęła dotychczasowe gminy jednostkowe Zabrzeg, Bronów i Ligotę.
1 stycznia 1951 z gminy Zabrzeg wyłączono osiedle Podkępie (57,7275 ha) należące do  Ligoty, natomiast do gminy Zabrzeg (do Ligoty) włączono obszar o powierzchni 23,3283 z Czechowic w gminie Czechowice-Dziedzice
W rozporządzeniu z 1950 roku mowa jest o wymianie części obszarów między gminą Ligota a gminą Czechowice. Użycie sformułowania gmina w tym kontekście jest niefortunne ponieważ nawiązuje do obszarów przedwojennych gmin jednostkowych, a nie obowiązujących gmin zbiorowych (Ligota należała do gminy Zabrzeg, a Czechowice do gminy Czechowice-Dziedzice). Wszystkie powojenne wykazy jednostek administracyjnych to potwierdzają.
Według stanu z 1 lipca 1952 gmina Zabrzeg składała się z 3 gromad: Międzyrzecze Bronów, Ligota i Zabrzeg. 6 lipca 1950 zmieniono nazwę woj. śląskiego na katowickie, a 9 marca 1953 kolejno na woj. stalinogrodzkie.
1 stycznia 1954 roku część obszaru gminy Zabrzeg (części gromad Ligota i Zabrzeg) włączono do gminy Pszczyna (do gromady Łąka), w celu uregulowania przebiegu granic administracyjnych w związku z planowanym sztucznym Jeziorem Goczałkowickim.
Gmina została zniesiona 29 września 1954 roku wraz z reformą znoszącą gminy – z jej terenu powstały gromady Ligota i Zabrzeg.
Na terenie dawnej gminy 1 stycznia 1973 roku utworzono gminę Ligota (od 1 lutego 1977 część gminy Czechowice-Dziedzice).